# Göran Edman
Göran Edman, född 1956 i Söderhamn, är en svensk sångare.
Göran Edman har bland annat sjungit med Yngwie Malmsteen, John Norum, Kharma, Karmakanic och X-Saviour. Hans första skiva kom ut 1984 och då tillsammans med hårdrocksbandet Madison (1984). Edmans diskografi innefattar idag över 65 cd-skivor med ett stort antal artister och band. Sedan år 2011 är han sångare och förgrundsgestalt i rockgruppen Mårran.

## Diskografi i urval
- 1984 - Diamond Mistress (Madison)
- 1987 - Total Control (John Norum)
- 1990 - Eclipse (Yngwie Malmsteen)
- 1992 - Fire & Ice (Yngwie Malmsteen)
- 2000 - Wonderland (Kharma)
- 2001 - Nostradamus
- 2009 - Ground Zero
- 2006 - V (Street Talk)
- 2006 - Roc de Light
- 2008 - Break The Spell (Jayce Landberg)
- 2009 - Ground Zero
- 2012 - Mårran (Mårran)
- 2012 - Mårran - Vid liv (Mårran)
- 2012 - Mårran 2 (Mårran)
- 2014 - Mårran 3/4 (Mårran)
- 2017 - Midnight Flyer  (Sammy Berell)
- 2017 - Crown Of Thorns (Sammy Berell)